# José Miguel de Carvajal y Manrique
José Miguel de Carvajal, Vargas y Manrique (Lima, 8 de maig de 1771 - París, 27 de setembre de 1828), II duc de San Carlos, comte de Castillejo i VI comte del Puerto, fill de Mariano Joaquín de Carvajal y Brun, V comte del Puerto, net de Fermín Francisco de Carvajal Vargas, primer duc de San Carlos i Gran d'Espanya, va ser un militar i noble absolutista peruà, Secretari d'Estat d'Espanya durant el regnat de Ferran VII.

## Biografia
Membre actiu de la Cort i amic molt proper al futur Rei Ferran VII al mateix temps que aquest era encara Príncep d'Astúries, amb tan sols 34 anys el Rei Carles IV el designa Majordom major en morir el marquès de Montealegre, tractant així d'aproximar-se al seu fill. A l'any següent i desconfiant d'ell el Rei, el cessa per nomenar al marquès de Mos.
El 1807 fou virrei de Navarra i ambaixador a París, Londres i Lisboa. Participa activament en el Motí d'Aranjuez contra Manuel Godoy en 1808 i, amb l'arribada al tron de Ferran, aquest el nomena com al seu primer Majordom major, també per un breu període, fins que es produeixen les abdicacions de Baiona i segueix el deixant de la família reial en l'exili a Valençay (França).
Al retorn del rei després de l'ocupació francesa d'Espanya, va ser nomenat Secretari d'Estat (Secretari de Despatx), ascendit a Tinent General i, per tercera vegada, va ser Majordom major del Rei.
Es va ocupar de la purga dels afrancesats en diverses institucions, dirigint amb poca fortuna la Reial Acadèmia Espanyola i el Banco de San Carlos. Va quedar relegat a membre del Consell d'Estat en el Trienni Liberal.

## Distincions
Entre els honors i distincions que va rebre es trobaven els següents:
- Gran d'Espanya.
- Cavaller de l'Orde de Sant Jaume.
- Comanador de l'Orde d'Alcántara.
- Caballero gran creu de l'Orde de Carles III.